# Ned Stark
Eddard Stark er en fiktiv karakter skabt af George R. R. Martin til hans fantasyroman Kampen om tronen (1996) og HBO's tv-serie A Game of Thrones, der er en filmatisering af Martins bogserien A Song of Ice and Fire. I historien er Ned lord af Winterfell, en oldgammel fæstning i the North på det fitkive kontinent Westeros. Karakteren bliver etableret som en hovedperson i romanen og i den første sæson af tv-serien, men i begge dele er der et plottwist, hvor Ned bliver dræbt, hvilket chokerede både læsere og tv-seere.
Ned bliver portrætteret Sean Bean i den første sæson af Game of Thrones, som barn af Sebastian Croft i den sjette sæson, og som ung af Robert Aramayo i sjette og syvende sæson. Bean blev nomineret til en Saturn Award for Best Actor on Television og Scream Award for Best Fantasy Actor for rollen. Han og resten af ed medvirkende i den første sæson af tv-serien blev nomineret til Screen Actors Guild Awards for Outstanding Performance by an Ensemble in a Drama Series i 2011.
Ned er gift med Catelyn Stark, og sammen har de børnene Robb, Sansa, Arya, Brandon og Rickon. Desuden er han far til Jon Snow.